# 72 Seasons
72 Seasons — одинадцятий студійний альбом американського треш-метал-гурту Metallica. Реліз відбувся 14 квітня 2023 року на власному лейблі музикантів Blackened Recordings. 72 Seasons, був спродюсований Грегом Фідельманом, який продюсував попередній студійний альбом гурту Hardwired...To Self-Destruct (2016), і став другим студійним альбомом гурту, який вийшов на Blackened.
|                                       | 72 сезони. Перші 18 років нашого життя, які формують наше справжнє чи фальшиве "я". Концепція про те, що наші батьки сказали нам, "хто ми є". Можлива розбіжність з тим, якими ми є особистостями. Я вважаю, що найцікавішою частиною цього є продовження вивчення цих основних переконань і того, як вони впливають на наше сприйняття сучасного світу. Значна частина нашого дорослого досвіду є відтворенням або реакцією на цей досвід дитинства. В’язні дитинства або звільнення від тих пут, які ми несемо". |
| — Джеймс Гетфілд про майбутній альбом | |

## Передісторія
В інтерв'ю офіційному подкасту австралійського журналу The Music у березні 2019 року басист Роберт Трухільйо сказав, що Metallica почала джемувати новий матеріал для свого наступного студійного альбому.
|  | Я з нетерпінням чекаю наступного альбому, тому що вважаю, що він також стане кульмінацією двох [попередніх] альбомів і ще однією подорожжю. У нас не бракує оригінальних ідей, в цьому і полягає принадність перебування у цій групі |

За його оцінкою, альбом вийде «набагато раніше, ніж попередні два… Цього разу, я думаю, ми зможемо зробити це набагато швидше, заскочити в студію і почати працювати. Ми всі поклялися зробити це раніше, ніж пізніше».
В інтерв'ю австралійському журналу Mixdown наступного місяця гітарист Кірк Гемметт повідомив, що у гурту є попередні плани записатися в студії після завершення світового турне на підтримку альбому «Hardwired… to Self-Destruct». Він заявив:
|  | Минає третій рік після виходу "Hardwired". Можливо, ми зможемо трохи більше зосередитися і зайти в студію трохи раніше |

Не написавши жодного матеріалу для «Hardwired… to Self-Destruct» після того, як він випадково загубив свій телефон з ідеями рифів в аеропорту Копенгагена в 2014 році, Гемметт заявив щодо своїх ідей для нового альбому: «У мене є тонна матеріалу. Я переоцінив свої сили, так що я готовий до роботи у будь-який час».
У квітні 2020 року, в розпал пандемії COVID-19, барабанщик Ларс Ульріх в інтерв'ю Марку Беніоффу заявив, що Metallica може працювати над своїм наступним студійним альбомом, перебуваючи на карантині. У червні Трухільйо в інтерв'ю The Vinyl Guide повідомив, що група «із задоволенням культивує нові ідеї» для свого нового лонгплею.
|  | Ми спілкуємося щотижня, і це дійсно здорово, так що наш зв'язок не порушений [...] те, що ми почали робити, - це в основному просто зосередилися на наших домашніх студіях і [почали] займатися творчістю, не виходячи з дому, орієнтуючись і спираючись на нові ідеї. І це те, на чому ми зараз знаходимося |

Він також сказав, що група працює над тим, щоб врешті-решт потрапити в студію для запису альбому. 7 листопада Ульріх сказав в інтерв'ю Фібі Бріджерс для Rolling Stone, що група: «вже три-чотири тижні працює над досить серйозним матеріалом», а наступного місяця стверджував, що новий альбом буде найкращим з усіх, сказавши:
|  | Це найважча річ, найкрутіша, ... але, якщо всі жарти в сторону, якби ми не думали, що найкращий альбом все ще попереду, то навіщо продовжувати це робити? |

Він продовжив у січні 2021 року, сказавши, що прогрес у роботі над альбомом був «льодовиковим», в той же час вокаліст/гітарист гурту Джеймс Гетфілд сказав у травні, що:
|  | Або гастролі, або написання, так що COVID вибрав за нас [...], але, так, [ми випустимо] купу пісень. Ми написали досить багато пісень |

## Випуск і просування
28 листопада 2022 року Metallica оголосила назву альбому, дату виходу, трек-лист і промотур Північною Америкою та Європою за участі: Pantera, Five Finger Death Punch, Ice Nine Kills, Greta Van Fleet, Architects, Volbeat і Mammoth WVH, під назвою M72 World Tour; згодом гурт випустив перший сингл альбому, «Lux Æterna», разом із музичним відео.
19 січня 2023 року Metallica випустила новий кліп на пісню «Screaming Suicide».
Після просування нової пісні в TikTok протягом останніх днів лютого, 1 березня 2023 року Metallica випустила відео на «If Darkness Had a Son».
Заголовний трек «72 Seasons» вийшов синглом 30 березня 2023 року.
10 квітня для подальшого просування альбому гурт з'явився на шоу «Джиммі Кіммел наживо!». Вони дали інтерв'ю ведучому Джиммі Кіммелу та виконали наживо «Lux Æterna» та пісню з Чорного альбому «Holier Than Thou».
12 квітня Metallica дала велике інтерв'ю Говарду Стерну у його супутниковому радіошоу Sirius XM. Гурт виконав три пісні під час цього виступу: «Turn the Page» Боба Сегера, акустичне виконання пісні «Blackened» і «Lux Æterna». Того ж дня гурт повернувся до «Джиммі Кіммел наживо!» і виконав «Master of Puppets».
14 червня гурт випустив мініальбом The Amsterdam Sessions, записаний у квітні в амстердамській студії Ready Set Studios. До нього увійшли живі версії двох пісень з нового альбому — «Lux Æterna» та «If Darkness Had a Son», а також два хіти минулих років — «Master of Puppets» і «Nothing Else Matters». Альбом продавався ексклюзивно на платформі Amazon Music.
15 вересня вийшов п'ятий сингл «Too Far Gone?».

## Відгуки критиків
У першій рецензії, опублікованій для 72 Seasons, Classic Rock поставив альбому оцінку 8 із 10, описавши музику як «сучасний метал з титановим покриттям», а тексти пісень назвав «вимученими та похмурими». У цій рецензії 72 Seasons загалом назвали «напруженим альбомом, який проходить важко практично кожну секунду свого 77-хвилинного часу», а також зазначалося, що, хоча «балади відсутні, і навіть великих мелодій мало», альбом «нікого не розчарує, крім найжорстокішого фаната». Подібні позитивні настрої поділяє рецензія Rolling Stone, в якій говориться, що альбом показує, що Metallica «грає з більшою цілеспрямованістю, ніж у їхні швидкісні демонські дні», і містить сегменти, які «не схожі на те, що трешери записували раніше». Рецензія дає альбому 4 зірки з 5, зауважуючи, що Гетфілд «руйнує фасад нахабної металевої люті, коли він шукає власну правду» з «агонією, яка звучить автентично».

У неоднозначнішій рецензії від Louder Sound стверджується, що 72 Seasons — це альбом, де Metallica виглядає як «просто приємна міцна метал-група», але все ж «варто того, щоб приділити хвилинку» через «справжність» Джеймса Гетфілда у ліриці альбому, де він «копається глибше у свою ранню травму ніж будь-коли раніше». Попри зауваження, що музика альбому «масивний, хрусткий, стадіонний метал», рецензія вказує на те, що більша частина її «зберігає схожий тон і темп у всьому» і часто «не може зрівнятися з динамічним діапазоном», який відображають тексти Гетфілда. Рецензія закінчується заявою: «Той факт, що Metallica все ще знайшли щось нове, що сказати, заслуговує на повагу», і є «найкращим, на що ми реально могли сподіватися».

## Треклист
| #     | Назва                    | Автор                                     | Тривалість |
| ----- | ------------------------ | ----------------------------------------- | ---------- |
| 1.    | «72 Seasons»             | Джеймс Гетфілд, Ларс Ульріх, Кірк Гемметт | 7:39       |
| 2.    | «Shadows Follow»         | Гетфілд, Ульріх                           | 6:12       |
| 3.    | «Screaming Suicide»      | Гетфілд, Ульріх, Роберт Трухільйо         | 5:30       |
| 4.    | «Sleepwalk My Life Away» | Гетфілд, Ульріх, Трухільйо                | 6:56       |
| 5.    | «You Must Burn!»         | Гетфілд, Ульріх, Трухільйо                | 7:03       |
| 6.    | «Lux Æterna»             | Гетфілд, Ульріх                           | 3:22       |
| 7.    | «Crown of Barbed Wire»   | Гетфілд, Ульріх, Гемметт                  | 5:49       |
| 8.    | «Chasing Light»          | Гетфілд, Ульріх, Гемметт                  | 6:45       |
| 9.    | «If Darkness Had a Son»  | Гетфілд, Ульріх, Гемметт                  | 6:36       |
| 10.   | «Too Far Gone?»          | Гетфілд, Ульріх                           | 4:34       |
| 11.   | «Room of Mirrors»        | Гетфілд, Ульріх                           | 5:34       |
| 12.   | «Inamorata»              | Гетфілд, Ульріх                           | 11:10      |
| 77:10 |                          |                                           |            |

## Учасники запису
Інформація взята з офіційного сайту групи
Metallica
- Джеймс Гетфілд — гітара, вокал, продюсування
- Ларс Ульріх — ударні, продюсування
- Кірк Геммет — гітара
- Роберт Трухільйо — бас, бек-вокал («You Must Burn!»)

Інші
- Грег Фідельман — продюсування
- Сара Лін Кілліон — звукоінженер
- Джим Монті — звукоінженер
- Джейсон Госсман — додаткова інженерна робота, редагування
- Кент Матке — помічник звукоінженера
- Ден Монті — редагування
- Боб Людвіг — мастеринг